# 內射模
內射模（英語：injective module），在模論中，是具有與有理數 {\displaystyle \mathbb {Q} }（視為 {\displaystyle \mathbb {Z} }-模）相似性質的模。內射模是投射模的對偶概念，由Reinhold Baer於1940年引進。

## 定義
一個環 {\displaystyle R} 上的左模 {\displaystyle Q} 若滿足以下等價條件，則稱之為內射模：
- 若 {\displaystyle Q} 是另一個左 {\displaystyle R}-模 {\displaystyle M} 的子模，則存在另一個子模 {\displaystyle R\subset M} 使得 {\displaystyle M=R\oplus Q}。
- 若 {\displaystyle f:X\to Y} 是左 {\displaystyle R}-模的單射，{\displaystyle g:X\to Q} 為同態，則存在同態 {\displaystyle h:Y\to Q} 使得 {\displaystyle h\circ f=g}。圖示如下：

- 任何短正合序列 {\displaystyle 0\to Q\to M\to K\to 0} 都分裂。
- 函子 {\displaystyle \mathrm {Hom} _{R}(-,Q)} 為正合函子。

右模的定義類此。抽象地說，內射模乃是模範疇中的內射對象。

## 例子
- 零模是內射模的平凡例子。
- 設 {\displaystyle R} 為域，則任何 {\displaystyle R}-模（即 {\displaystyle R}-向量空間）都是內射模，此點可由基的性質證明。
- 設 {\displaystyle G} 為緊群（例如有限群），{\displaystyle k} 為特徵為零的域。根據緊群的表示理論，可知任何表示的子表示都是其直和項；若翻譯為模的語言，即是：群代數 {\displaystyle kG} 上的所有模都是內射模。
- 設 {\displaystyle A} 為域 {\displaystyle k} 上含單位元的有限維結合代數。則逆變函子 {\displaystyle \mathrm {Hom} _{k}(-,k)} 給出有限生成左 {\displaystyle A}-模與有限生成右 {\displaystyle k}-模的對偶性。因此，有限生成的左 {\displaystyle A}-模在同構的意義下皆可寫作 {\displaystyle \mathrm {Hom} _{k}(P,k)}，其中 {\displaystyle P} 是某個有限生成的投射右 {\displaystyle A}-模。
- 在一般的環上也存在充足的（在內射分解的意義下）投射模，以下將述及相關理論。初步的例子包括：{\displaystyle \mathbb {Q} } 對加法形成內射 {\displaystyle \mathbb {Z} }-模。群 {\displaystyle \mathbb {Z} /n\mathbb {Z} } （{\displaystyle n>1}）是內射 {\displaystyle \mathbb {Z} /n\mathbb {Z} }-模，而非內射 {\displaystyle \mathbb {Z} }-模。
- 若一个环作为它自身的左模是内射的，就称为一个左自内射环（英語：left self-injective ring）。右自内射环可对称的定义。半单环，整数的剩余类环是自内射环。一个左自内射环不一定是右自内射的。

## 性質
內射模的直積（包括無窮直積）仍是內射模，內射模的有限直和仍為內射模。一般而言，內射模的子模、商模或無窮直和並不一定是內射模。
Baer 在其論文中證明了一個有用的結果，通常稱作 Baer 判準：一個左 {\displaystyle R}-模 {\displaystyle Q} 是內射模若且唯若定義在任一理想 {\displaystyle I} 上的態射 {\displaystyle I\to Q} 都能延拓到整個 {\displaystyle R} 上。
利用此判準，可證明主理想域 {\displaystyle R} 上的模 {\displaystyle Q} 是內射模若且唯若 {\displaystyle Q} 可除，即：對任何 {\displaystyle r\neq 0\in R.\;q\in Q}，存在 {\displaystyle q'\in Q} 使得 {\displaystyle rq'=q}，由此可證 {\displaystyle \mathbb {Q} } 是內射 {\displaystyle \mathbb {Z} }-模，向量空間都是內射模。
最重要的內射模當屬 {\displaystyle \mathbb {Q} /\mathbb {Z} }：它是 {\displaystyle \mathbb {Z} }-模範疇中的內射上生成元，換言之，這是內射模，而且任何 {\displaystyle \mathbb {Z} }-模皆可嵌入某個 {\displaystyle (\mathbb {Q} /\mathbb {Z} )^{a}} 中，其中 {\displaystyle a} 是夠大的基數。由此可知任何 {\displaystyle \mathbb {Z} }-模皆可嵌入某個內射 {\displaystyle \mathbb {Z} }-模。此性質對任意環 {\displaystyle R} 上的左模都成立，要點在於利用 {\displaystyle \mathbb {Q} /\mathbb {Z} } 的特性構造左 {\displaystyle R}-模範疇中的內射上生成元。
我們也可以定義模的內射包（基本上是包含一個模的最小內射模）。任意模 {\displaystyle M} 都有內射分解，這是形式如下的正合序列：
{\displaystyle 0\to M\to I^{0}\to I^{1}\to I^{2}\to \cdots I^{n}\to \cdots }
其中每個 {\displaystyle I^{j}} 都是內射的。內射分解可以用以定義模的內射維度（基本上是內射分解的最短長度，可能是無限的）及導函子。
不可分解內射模的自同態環是局部環。

## 文獻
- F.W. Anderson and K.R. Fuller: Rings and Categories of Modules, Graduate Texts in Mathematics, Vol. 13, 2nd Ed., Springer-Verlag, New York, 1992.